# Sächsische Verfassungsmedaille
Die Sächsische Verfassungsmedaille ist eine Auszeichnung des Freistaates Sachsen. Sie wird an Personen verliehen, die sich besonders um die freiheitliche demokratische Entwicklung des Freistaates verdient gemacht haben.

Verleihungsurkunde an Bernd-Dietmar Kammerschen (2004)

Sie wurde 1997 aus Anlass des fünften Jahrestages der Schlussabstimmung über die Verfassung des Freistaates Sachsen und zur Erinnerung an die friedliche Revolution 1989 gestiftet und wird jährlich vom Präsidenten des Sächsischen Landtags verliehen.
Die in Silber ausgeführte Medaille zeigt auf der Vorderseite das Wappen des Freistaates sowie die Schriftzüge „Sächsische Verfassung“, „Für besondere Verdienste“ und „26. Mai 1997“. Letztgenanntes Datum erinnert an die erstmalige Verleihung der Medaille. Die Rückseite ist der friedlichen Revolution im Herbst 1989 gewidmet. Sie zeigt fünf brennende Kerzen und den Ausspruch „Wir sind das Volk“.
Von 1997 bis 2024 wurde die Medaille an 198 Personen verliehen.